# 일본 프로 야구 최우수 신인
일본 프로 야구에서 최우수 신인(일본어: 最優秀新人, 영어: Nippon Professional Baseball Rookie of the Year Award)은 정규 시즌 동안 가장 우수한 신인 선수를 수여하는 일본 프로 야구 타이틀 중의 하나이며, 기자단 투표에 의해서 선정된다. 통칭으론 신인왕(新人王)이라고도 한다.

## 개요
최우수 신인에 대한 선정에 즈음해서 투표 자격을 가지는 기자는 전국의 신문이나 통신사, 각 방송사에 소속되고 있으면서 5년 이상 프로 야구 관련 취재를 담당하고 있는 사람에게 자격이 주어지며, 선정 자격을 가지는 선수 1명의 이름을 기입하여 투표한다. 최다 득표를 가진 선수가 최우수 신인으로 선정된다. 발표는 2004년까지 일본 시리즈 종료 다음날에 행해졌지만 2005년부터는 일본 야구 기구가 주최하는 시상식인 프로 야구 컨벤션 발표를 하게 된다.
현재는 최우수 신인으로 수상한 선수를 대상으로 사가와규빈의 협찬에 의한 ‘골든 루키상’(ゴールデン・ルーキー賞)을 특별상으로서 수상하고 있어 사토 추료가 직접 제작한 청동(브론즈)상이 주어진다(이 수상식은 컨벤션과는 별도로 실시되고 있다). 그러나 투수와 야수 모두 눈에 띄지 않는 경우라든가 득표 수가 가장 많아도 ‘수상자 없음’표가 상회하고 있거나, 표가 갈라져 규정의 득표수(투표 총수의 26%)에 이르지 않는 경우에는 ‘수상자 없음’이 된다(1963년에는 양대 리그 모두 ‘수상자 없음’으로 나왔다).
신인왕에게 적당한 수준의 성적을 남긴 선수가 복수로 존재했을 경우 신인왕과는 따로 마련된 ‘연맹 특별 수상’이라는 상이 있다. 1987년의 퍼시픽 리그에서는 아와노 히데유키와 니시자키 유키히로가 우열을 가리기 어려울 정도의 성적을 남겨 투표에서는 아와노에게 신인왕을 양보한 니시자키가 특별 수상을 받은 것이 최초의 사례가 있었다. 특히 치열했던 것이 가와카미 겐신, 다카하시 요시노부, 쓰보이 도모치카, 고바야시 간에이 등 4명이 신인왕 수준의 성적을 올린 1998년의 센트럴 리그에서, 신인왕이 된 가와카미 이 외의 3명 모두가 특별 수상을 받기도 했다. 2007년의 퍼시픽 리그에서는 다나카 마사히로가 선정되어 기시 다카유키는 다나카와 똑같은 11승을 올렸다고 해서 특별 수상 수상자로 선정되기도 했다. 2008년의 센트럴 리그에서는 정규 시즌 전 경기에 모두 출전하여 요미우리 자이언츠의 리그 우승에 공헌한 사카모토 하야토와 육성 선수로 시작해서 1군에 합류, 중간 계투로 활약하여 시즌 두 자릿수 승리(11승)를 기록한 야마구치 데쓰야를 2명의 후보로 압축한 결과 최종적으로 야마구치가 신인왕, 사카모토가 특별 수상을 받았다.

## 역대 수상자
| 연도   | 센트럴 리그                | 센트럴 리그              | 센트럴 리그 | 센트럴 리그       | 퍼시픽 리그              | 퍼시픽 리그                | 퍼시픽 리그 | 퍼시픽 리그       |
| 연도   | 수상 선수                  | 소속팀                   | 타율 / 승리 | 홈런 / 평균자책점 | 수상 선수                | 소속팀                     | 타율 / 승리 | 홈런 / 평균자책점 |
| ------ | -------------------------- | ------------------------ | ----------- | ----------------- | ------------------------ | -------------------------- | ----------- | ----------------- |
| 1950년 | 오시마 노부오              | 쇼치쿠 로빈스            | 20          | 2.03              | 아라마키 아쓰시          | 마이니치 오리온스          | 26          | 2.06              |
| 1951년 | 마쓰다 기요시(2년째)       | 요미우리 자이언츠        | 23          | 2.01              | 가게야마 가즈오(2년째)   | 난카이 호크스              | .315        | 6                 |
| 1952년 | 사토 다카오                | 고쿠테쓰 스왈로스        | .265        | 14                | 나카니시 후토시          | 니시테쓰 라이온스          | .281        | 12                |
| 1953년 | 곤도 마사토시              | 다이요 쇼치쿠 로빈스     | 15          | 2.77              | 도요다 야스미쓰          | 니시테쓰 라이온스          | .281        | 27                |
| 1954년 | 히로오카 다쓰로            | 요미우리 자이언츠        | .314        | 15                | 다쿠와 모토지            | 난카이 호크스              | 26          | 1.58              |
| 1955년 | 니시무라 가즈노리          | 오사카 타이거스          | 22          | 2.01              | 에노모토 기하치          | 마이니치 오리온스          | .298        | 16                |
| 1956년 | 아키야마 노보루            | 다이요 웨일스            | 25          | 2.39              | 이나오 가즈히사          | 니시테쓰 라이온스          | 21          | 1.06              |
| 1957년 | 후지타 모토시              | 요미우리 자이언츠        | 17          | 2.48              | 기무라 다모쓰            | 난카이 호크스              | 21          | 2.46              |
| 1958년 | 나가시마 시게오            | 요미우리 자이언츠        | .305        | 29                | 스기우라 다다시          | 난카이 호크스              | 27          | 2.05              |
| 1959년 | 구와타 다케시              | 다이요 웨일스            | .269        | 31                | 하리모토 이사오          | 도에이 플라이어스          | .275        | 13                |
| 1960년 | 호리모토 리쓰오            | 요미우리 자이언츠        | 29          | 2.00              | 수상자 없음              | 수상자 없음                | 수상자 없음 | 수상자 없음       |
| 1961년 | 곤도 히로시                | 주니치 드래건스          | 35          | 1.70              | 도쿠히사 도시아키        | 긴테쓰 버팔로              | 15          | 3.26              |
| 1962년 | 조노우치 구니오            | 요미우리 자이언츠        | 24          | 2.21              | 오자키 유키오            | 도에이 플라이어스          | 20          | 2.42              |
| 1963년 | 수상자 없음                | 수상자 없음              | 수상자 없음 | 수상자 없음       | 수상자 없음              | 수상자 없음                | 수상자 없음 | 수상자 없음       |
| 1964년 | 다카하시 시게유키(3년째)   | 다이요 웨일스            | 17          | 2.76              | 수상자 없음              | 수상자 없음                | 수상자 없음 | 수상자 없음       |
| 1965년 | 수상자 없음                | 수상자 없음              | 수상자 없음 | 수상자 없음       | 이케나가 마사아키        | 니시테쓰 라이온스          | 20          | 2.27              |
| 1966년 | 호리우치 쓰네오            | 요미우리 자이언츠        | 16          | 1.39              | 수상자 없음              | 수상자 없음                | 수상자 없음 | 수상자 없음       |
| 1967년 | 다케가미 시로              | 산케이 아톰스            | .299        | 3                 | 다카하시 요시마사        | 도에이 플라이어스          | 15          | 2.46              |
| 1968년 | 다카다 시게루              | 요미우리 자이언츠        | .301        | 9                 | 수상자 없음              | 수상자 없음                | 수상자 없음 | 수상자 없음       |
| 1969년 | 다부치 고이치              | 한신 타이거스            | .226        | 22                | 아리토 미치요            | 롯데 오리온스              | .285        | 21                |
| 1970년 | 야자와 겐이치              | 주니치 드래건스          | .251        | 11                | 사토 미치오              | 난카이 호크스              | 18          | 2.05              |
| 1971년 | 세키모토 시토시(4년째)     | 요미우리 자이언츠        | 10          | 2.14              | 미나가와 야스오          | 도에이 플라이어스          | 11          | 3.44              |
| 1972년 | 야스다 다케시              | 야쿠르트 아톰스          | 7           | 2.08              | 가토 하지메              | 니시테쓰 라이온스          | 17          | 3.95              |
| 1973년 | 수상자 없음                | 수상자 없음              | 수상자 없음 | 수상자 없음       | 니미 사토시              | 닛타쿠홈 플라이어스        | 12          | 3.65              |
| 1974년 | 후지나미 유키오            | 주니치 드래건스          | .289        | 1                 | 미쓰이 마사하루(2년째)   | 롯데 오리온스              | 6           | 3.24              |
| 1975년 | 수상자 없음                | 수상자 없음              | 수상자 없음 | 수상자 없음       | 야마구치 다카시          | 한큐 브레이브스            | 12          | 2.93              |
| 1976년 | 다오 야스시                | 주니치 드래건스          | .277        | 3                 | 후지타 마나부(3년째)     | 난카이 호크스              | 11          | 1.98              |
| 1977년 | 사이토 아키오              | 다이요 웨일스            | 8           | 4.40              | 사토 요시노리            | 한큐 브레이브스            | 7           | 3.85              |
| 1978년 | 스미 미쓰오                | 요미우리 자이언츠        | 5           | 2.87              | 무라카미 유키히로        | 난카이 호크스              | 5           | 3.61              |
| 1979년 | 후지사와 기미야            | 주니치 드래건스          | 13          | 2.82              | 마쓰누마 히로히사        | 세이부 라이온스            | 16          | 4.03              |
| 1980년 | 오카다 아키노부            | 한신 타이거스            | .290        | 18                | 기다 이사무              | 닛폰햄 파이터스            | 22          | 2.28              |
| 1981년 | 하라 다쓰노리              | 요미우리 자이언츠        | .268        | 22                | 이시게 히로미치          | 세이부 라이온스            | .311        | 21                |
| 1982년 | 쓰다 쓰네미                | 히로시마 도요 카프       | 11          | 3.88              | 오이시 다이지로(2년째)   | 긴테쓰 버펄로스            | .274        | 12                |
| 1983년 | 마키하라 히로미(2년째)     | 요미우리 자이언츠        | 12          | 3.67              | 후타무라 다다미          | 닛폰햄 파이터스            | .282        | 13                |
| 1984년 | 고바야카와 다케히코        | 히로시마 도요 카프       | .280        | 16                | 후지타 히로마사(2년째)   | 한큐 브레이브스            | .287        | 22                |
| 1985년 | 가와바타 준(2년째)         | 히로시마 도요 카프       | 11          | 2.72              | 구마노 데루미쓰          | 한큐 브레이브스            | .295        | 14                |
| 1986년 | 나가토미 히로시            | 히로시마 도요 카프       | 10          | 3.04              | 기요하라 가즈히로        | 세이부 라이온스            | .304        | 31                |
| 1987년 | 아라이 유키오(2년째)       | 야쿠르트 스왈로스        | .301        | 9                 | 아와노 히데유키          | 긴테쓰 버펄로스            | 15          | 2.88              |
| 1988년 | 다쓰나미 가즈요시          | 주니치 드래건스          | .233        | 4                 | 모리야마 료지(2년째)     | 세이부 라이온스            | 10          | 3.46              |
| 1989년 | 도마시노 겐지              | 야쿠르트 스왈로스        | .263        | 5                 | 사카이 쓰토무            | 오릭스 브레이브스          | 9           | 3.61              |
| 1990년 | 요다 쓰요시                | 주니치 드래건스          | 4 (31S)     | 3.26              | 노모 히데오              | 긴테쓰 버펄로스            | 18          | 2.91              |
| 1991년 | 모리타 고이치              | 주니치 드래건스          | 10          | 3.03              | 하세가와 시게토시        | 오릭스 블루웨이브          | 12          | 3.55              |
| 1992년 | 구지 데루요시              | 한신 타이거스            | .245        | 0                 | 다카무라 히로시          | 긴테쓰 버펄로스            | 13          | 3.15              |
| 1993년 | 이토 도모히토              | 야쿠르트 스왈로스        | 7           | 0.91              | 스기야마 겐토            | 세이부 라이온스            | 7           | 2.80              |
| 1994년 | 야부 게이이치              | 한신 타이거스            | 9           | 3.18              | 와타나베 히데카즈        | 후쿠오카 다이에 호크스     | 8           | 3.20              |
| 1995년 | 야마우치 야스유키          | 히로시마 도요 카프       | 14          | 3.03              | 히라이 마사후미(2년째)   | 오릭스 블루웨이브          | 15 (27S)    | 2.32              |
| 1996년 | 니시 도시히사              | 요미우리 자이언츠        | .270        | 7                 | 가네코 마코토(3년째)     | 닛폰햄 파이터스            | .261        | 4                 |
| 1997년 | 사와자키 도시카즈          | 히로시마 도요 카프       | 12          | 3.74              | 고사카 마코토            | 지바 롯데 마린스           | .261        | 1                 |
| 1998년 | 가와카미 겐신              | 주니치 드래건스          | 14          | 2.57              | 오제키 다쓰야(4년째)     | 세이부 라이온스            | .283        | 3                 |
| 1999년 | 우에하라 고지              | 요미우리 자이언츠        | 20          | 2.09              | 마쓰자카 다이스케        | 세이부 라이온스            | 16          | 2.60              |
| 2000년 | 긴조 다쓰히코(2년째)       | 요코하마 베이스타스      | .346        | 3                 | 수상자 없음              | 수상자 없음                | 수상자 없음 | 수상자 없음       |
| 2001년 | 아카호시 노리히로          | 한신 타이거스            | .292        | 1                 | 오쿠보 마사노부          | 오릭스 블루웨이브          | 7(14S)      | 2.68              |
| 2002년 | 이시카와 마사노리          | 야쿠르트 스왈로스        | 12          | 3.33              | 쇼다 이쓰키(3년째)       | 닛폰햄 파이터스            | 9           | 3.45              |
| 2003년 | 기사누키 히로시            | 요미우리 자이언츠        | 10          | 3.44              | 와다 쓰요시              | 후쿠오카 다이에 호크스     | 14          | 3.38              |
| 2004년 | 가와시마 료                | 야쿠르트 스왈로스        | 10          | 3.17              | 미세 고지                | 후쿠오카 다이에 호크스     | 4 (28S)     | 3.06              |
| 2005년 | 아오키 노리치카(2년째)     | 야쿠르트 스왈로스        | .344        | 3                 | 구보 야스토모            | 지바 롯데 마린스           | 10          | 3.40              |
| 2006년 | 소요기 에이신              | 히로시마 도요 카프       | .289        | 8                 | 야기 도모야              | 홋카이도 닛폰햄 파이터스   | 12          | 2.48              |
| 2007년 | 우에조노 게이지            | 한신 타이거스            | 8           | 2.42              | 다나카 마사히로          | 도호쿠 라쿠텐 골든이글스   | 11          | 3.82              |
| 2008년 | 야마구치 데쓰야(3년째)     | 요미우리 자이언츠        | 11(23H)     | 2.32              | 고마쓰 사토시(2년째)     | 오릭스 버펄로스            | 15          | 2.51              |
| 2009년 | 마쓰모토 데쓰야(3년째)     | 요미우리 자이언츠        | .293        | 0                 | 셋쓰 다다시              | 후쿠오카 소프트뱅크 호크스 | 5 (34H)     | 1.47              |
| 2010년 | 조노 히사요시              | 요미우리 자이언츠        | .288        | 19                | 사카키바라 료(2년째)     | 홋카이도 닛폰햄 파이터스   | 10          | 2.63              |
| 2011년 | 사와무라 히로카즈          | 요미우리 자이언츠        | 11          | 2.03              | 마키타 가즈히사          | 사이타마 세이부 라이온스   | 5 (22S)     | 2.61              |
| 2012년 | 노무라 유스케              | 히로시마 도요 카프       | 9           | 1.98              | 마스다 나오야            | 지바 롯데 마린스           | 2(41H)      | 1.67              |
| 2013년 | 오가와 야스히로            | 도쿄 야쿠르트 스왈로스   | 16          | 2.93              | 노리모토 다카히로        | 도호쿠 라쿠텐 골든이글스   | 16          | 3.34              |
| 2014년 | 오세라 다이치              | 히로시마 도요 카프       | 10          | 4.05              | 이시카와 아유무          | 지바 롯데 마린스           | 10          | 3.43              |
| 2015년 | 야마사키 야스아키          | 요코하마 DeNA 베이스타스 | 2(37S)      | 1.92              | 아리하라 고헤이          | 홋카이도 닛폰햄 파이터스   | 8           | 4.79              |
| 2016년 | 다카야마 슌                | 한신 타이거스            | .275        | 8                 | 다카나시 히로토시(3년째) | 홋카이도 닛폰햄 파이터스   | 10          | 2.38              |
| 2017년 | 교다 요타                  | 주니치 드래건스          | .264        | 4                 | 겐다 소스케              | 사이타마 세이부 라이온스   | .270        | 3                 |
| 2018년 | 아즈마 가쓰키              | 요코하마 DeNA 베이스타스 | 11          | 2.45              | 다나카 가즈키(2년째)     | 도호쿠 라쿠텐 골든이글스   | .265        | 18                |
| 2019년 | 무라카미 무네타카(2년째)   | 도쿄 야쿠르트 스왈로스   | .231        | 36                | 다카하시 레이(2년째)     | 후쿠오카 소프트뱅크 호크스 | 12          | 3.34              |
| 2020년 | 모리시타 마사토            | 히로시마 도요 카프       | 10          | 1.91              | 다이라 가이마(3년째)     | 사이타마 세이부 라이온스   | 1           | 1.87              |
| 2021년 | 구리바야시 료지            | 히로시마 도요 카프       | 0           | 0.86              | 미야기 히로야(2년째)     | 오릭스 버펄로스            | 13          | 2.51              |
| 2022년 | 다이세이                   | 요미우리 자이언츠        | 1           | 2.05              | 미즈카미 요시노부(2년째) | 사이타마 세이부 라이온스   | 4           | 1.77              |
| 2023년 | 무라카미 쇼키(3년째)       | 한신 타이거스            | 10          | 1.75              | 야마시타 슌페이타(3년째) | 오릭스 버펄로스            | 9           | 1.61              |
| 2024년 | 후나바사마 히로마사(2년째) | 요미우리 자이언츠        | 4           | 2.37              | 다케우치 나쓰키          | 사이타마 세이부 라이온스   | 10          | 2.17              |

- 1951년은 양대 리그가 출범한 연도(1950년)부터 얼마되지 않았기 때문에 1950년에 입단한 선수도 선정 대상으로 여겨져 센트럴·퍼시픽 모두 입단 2년째의 선수가 선정되고 있다.
- 굵은 글씨는 그 해의 리그 최고 성적.

## 같이 보기
- 일본 프로 야구 최우수 선수
- 사와무라 에이지상
- 쇼리키 마쓰타로상